# Global 200
Global 200 — рейтинговий список екосистем (наземних, прісноводих і морських), що виділяє найважливіші для збереження регіони на думку Всесвітнього фонду дикої природи. У рейтингу використовується поняття «екорегіони» — великі області відносно однорідного клімату, для яких характерні природні угруповання, що є місцем проживання визначених біологічних видів.
Фонд надає кожному регіону один з наступних статусів:
- критичний (що перебуває під загрозою зникнення)
- уразливий
- відносно стабільний (неушкоджений)

Понад половина регіонів в Global 200 відмічена як такі, що перебувають під загрозою зникнення.

## Походження
WWF визначив 867 наземних, прісноводих і морських екорегіонів усієї поверхні Землі. Метою цієї системної класифікації є забезпечення повного спектру екосистем до збереження і розвитку. З них WWF вибрав 200 глобальних екорегіонів, як найважливіших для збереження глобальної біорізноманітності. Список Global 200 насправді містить 238 екорегіонів, з яких 142 становлять наземні, 53 прісноводі і 43 морські.
Екологи, зацікавлені у збереженні біорізноманітності, в основному зосередили увагу на збереженні вологих тропічних і широколистяних лісів, оскільки вважається, що вони служать місцем існування половини усіх видів на Землі. З іншого боку, WWF визначили, що більше усеосяжна стратегія для збереження глобальної біорізноманітності повинна також розглянути другу половину видів, і екосистеми, що підтримують їх існування.
Було встановлено, що деякі з місць перебування, такі як середземноморські ліси, рідколісся і чагарникові біоми, схильні до більшої загрози, ніж тропічні ліси, і, отже, вимагають погоджених дій з їх збереження. WWF вважає, що «попри те, що дії зі збереження екорегіону як правило відбуваються шляхом збереженням на рівні країни, екологічні процеси (наприклад, міграція) не відповідають політичним кордонам», тому стратегія по збереженню екології повинна проводитися на рівні екорегіону.

## Класифікація
Історично, зоологи і ботаніки розробляли різні системи класифікації, що беруть до уваги світові угруповання рослин і тварин. Дві світові системи класифікації, які найчастіше використовуються сьогодні, були узагальнені Міклошем Удварді в 1975 році.
Поверхні суші Землі можна розділити на вісім біогеографічних областей (які раніше називалися царствами, тепер називаються WWF екозонами), які представляють основні наземні угруповання рослин і тварин. Система біомів класифікує світ на типи екосистем (наприклад, ліси, луги тощо), ґрунтовані на кліматі і рослинності. Кожна біогеографічна область містить декілька біомів, і кожен з біомів знаходиться в декількох біогеографічних областях. Систему біогеографічних провінцій було розроблено з метою визначення конкретних географічних районів у кожній біогеографічній області, які мають послідовний тип біому, і розділяють окремі угруповання рослин і тварин. Система WWF є подальшим удосконаленням системи біомів (який WWF називає «основними видами середовища існування»), біогеографічних царств, і біогеографічних провінцій (схема WWF розділяє більшість біогеографічних провінцій на дещо дрібніші екорегіони).

## Процес відбору
На основі повного списку екорегіонів, Global 200 включає усі основні типи місць існування (біомів), усі типи екосистем, і види з усіх основних типів місць існування. Він зосереджений на кожному основному типі місця існування на усіх континентах (наприклад, тропічних лісах і коралових рифах). Реєстр використовує екорегіони як одиницю масштабу для порівняння. Всесвітній фонд дикої природи стверджує, що екорегіон можна розглядати як одиницю збереження екології на регіональному рівні, оскільки вони відповідають аналогічним біологічним співтовариствам.
Вибір Global 200 спирався на широкі дослідження 19 наземних, прісноводих і морських основних типів місць існування. Вибір екорегіонів був ґрунтований на аналізі видової різноманітності, ендемізму видів, унікальності вищих таксонів, незвичності екологічних або еволюційних явищ, і глобальної рідкості конкретного біому.
Список екорегіонів Global 200 є найкориснішим для природоохоронної діяльності на регіональному рівні: перешкоджанні місцевому вирубуванню лісів, знищенню боліт, деградації ґрунтів тощо. Проте, деякі явища, наприклад міграції птахів або китів, залежать від складніших параметрів, таких як атмосферні течії і динаміка пелагічних зон, не використовуваних для створення поточної бази даних. Це вимагає збору додаткової інформації і координації зусиль між декількома екорегіонами. Проте, Global 200 може допомогти в цьому, шляхом виявлення місця існування об'єктів і місць відпочинку для мігруючих тварин.

## Global 200: Наземні екорегіони
| Тропічні і субтропічні вологі широколистяні ліси Докладніше : Тропічні та субтропічні дощові ліси Афротропіка Вологі Гвінейські ліси AT0111 Східногвінейські ліси AT0114 Гірські гвінейські ліси AT0130 Західногвінейські рівнинні ліси Конголезькі дощові ліси AT0102 Атлантичні екваторіальні прибережні ліси AT0107 Кросс-Санаго-Біокські прибережні ліси AT0127 Ліси Сан-Томе, Принсіпі та Аннобону Ліси Камерунського нагір'я AT0103 Ліси Камерунського нагір'я AT0121 Гірські ліси Камеруну та Біоко Північносхідні низовинні ліси Конго AT0124 Північносхідні низинні ліси Конго Низинні ліси Центрального Конго AT0104 Низинні ліси Центрального Конго AT0110 Болотяні ліси Східного Конго Вологі ліси західного Конго AT0126 Низинні ліси Північно-Західного Конго AT0129 Болотяні ліси Західного Конго Гірські ліси рифту Альбертіна AT0101 Гірські ліси рифту Альбертіна Прибережні ліси Східної Африки AT0125 Прибережні мозаїчні ліси Північного Занзібару-Інямбане AT0128 Прибережні мозаїчні ліси Південного Занзібару- Інямбане Східні дуга гірських лісів ( Кенія , Танзанія ) AT0108 Гірські ліси Східної Африки Низовинні і субгумідні ліси Мадагаскару AT0117 Низовинні ліси Мадагаскару AT0118 Субгумідні ліси Мадагаскару Вологі ліси Сейшельських і Маскаренських островів AT0113 Ліси внутришніх островів Сейшел AT0120 Маскаренські ліси Австралазія Вологі ліси Сулавесі AA0123 Низовинні дощові ліси Сулавесі AA0124 Гірські дощові ліси Сулавесі Вологі ліси Молуккських островів ( Індонезія ) AA0106 Вологі ліси Халмахери Низовинні ліси півдня Нової Гвінеї AA0122 Низовинні дощові ліси півдня Нової Гвінеї Низовинні дощові ліси півночі Нової Гвінеї AA0116 Низовинні дощові ліси та прісноводних боліт півночі Нової Гвінеї Вологі ліси островів Соломонових-Вануату-Бісмарк AA0126 Дощові ліси Вануату Тропічні дощові ліси Квінсленду AA0117 Тропічні дощові ліси Квінсленду [en] Вологі ліси Нової Каледонії AA0113 Дощові ліси Нової Каледонії Ліси Лорд-Хау - Норфолку AA0109 Субтропічні ліси Лорд-Хау Індомалая Гірські дощові і вологі широколистяні ліси Південно-Західної Гати IM0150 Вологі широколистяні ліси Південно-Західної Гати IM0151 Гірські дощові ліси Південно-Західної Гати Вологі ліси Шрі-Ланки IM0154 Низовинні дощові ліси Шрі-Ланки IM0155 Гірські дощові ліси Шрі-Ланки Субтропічні вологі ліси Північного Індокитаю IM0137 Субтропічні вологі ліси Північного Індокитаю Вологі ліси Південно-Східного Китаю, Хайнань IM0149 Вічнозелені субтропічні ліси Південного Китаю та В'єтнаму IM0169 Мусонні дощові ліси острова Хайнань Тайваньські гірські ліси IM0172 Субтропічні вічнозелені ліси Тайваню Вологі ліси Чионгшону ( Камбоджа , Лаос , В'єтнам ) IM0136 Дощові ліси Північного Чионгшону IM0152 Гірські дощові ліси Південного Чионгшону Низинні і гірські ліси Суматранських островів IM0157 Суматранські ліси прісноводних боліт IM0158 Суматранські низовинні дощові ліси IM0159 Суматранські гірські дощові ліси IM0160 Суматранські ліси торф'яних боліт Філіппінські вологі ліси IM0114 Дощові ліси Негрос-Панай IM0122 Гірські дощові ліси Лусону IM0123 Дощові ліси Лусону IM0128 Гірські дощові ліси Мінданао IM0129 Дощові ліси Східного Мінданао та Вісайських островів IM0130 Дощові ліси Міндоро IM0156 Дощові ліси Сулу Вологі ліси Палавану IM0143 Дощові ліси Палавану Вологі ліси Кая -Танітаї IM0119 Гірські дощові ліси Кая-Карен IM0163 Напіввічнозелені дощові ліси Південного Таїланду-Тенассеріма Низинні і гірські ліси Малайського півострова IM0144 Гірські дощові ліси Малайського півострова IM0145 Ліси торф'яних боліт Малайського півострова IM0146 Дощові ліси Малайського півострова Низовинні та гірські ліси Борнео IM0102 Низовинні дощові ліси Борнео IM0103 Гірські дощові ліси Борнео IM0104 Ліси торф'яних боліт Борнео Ліси архіпелагу Нансей ( Японія ) IM0170 Субтропічні вічнозелені ліси островів Нансей Вологі ліси Східного Декану ( Індія ) IM0111 Вологі широколистяні ліси східного Нагір'я Вологі ліси Нага — Маніпурі — Чин ( Бангладеш , Індія , М'янма ) IM0109 Вологі ліси Чинських гір [en] IM0120 Вологі листяні ліси долини нижнього Гангу IM0131 Дощові ліси Мізорама-Маніпура-Качина Вологі ліси Кардамонових гір IM0106 Дощові ліси Кардамонових гір Гірські ліси Західної Яви IM0167 Гірські дощові ліси Західної Яви Тропічні вологі ліси Мальдів — Лакшадвіп — Чагос IM0125 Тропічні вологі ліси Мальдів— Лакшадвіп— Чагос Неотропіка Вологі ліси Великих Антильських островів NT0120 Вологі ліси Куби NT0127 Вологі ліси Гаїті NT0131 Вологі ліси Ямайки NT0155 Вологі ліси Пуерто-Рико Таламаканські-Істмійські Тихоокеанські ліси NT0167 Гірські ліси Таламанки Вологі ліси Чоко — Дар'єну NT0115 Вологі ліси Чоко та Дар'єну Гірські ліси Північних Анд NT0145 Гірські ліси Північно-Західних Анд Прибережні гірські ліси Венесуели NT0147 Болотяні ліси дельти Оріноко NT0169 Тепуї NT0171 Вологі ліси Тринідаду і Тобаго Гвіанські вологі ліси NT0125 Вологі ліси Гвіани Вологі ліси Напо NT0142 Вологі ліси Напо Вологі ліси Ріу-Негру — Журуа NT0132 Вологі ліси Жапури, Солімойнсу та Негру NT0133 Вологі ліси Журуа та Пурусу NT0158 Кампінарана Ріу-Негру Вологі ліси Гвіанського нагір'я NT0124 Вологі ліси Гвіанського нагір'я Юнгас Центральних Анд NT0105 Юнга Болівії [en] NT0153 Юнга Перу [en] Вологі ліси Південного Заходу Амазонки NT0166 Вологі ліси Південно-Західної Амазонії Атлантичний ліс NT0103 Прибережні ліси Баїя [en] NT0151 Прибережні ліси Пернамбуку [en] NT0160 Прибережні ліси Серра-ду-Мар [en] Океанія Ліси островів південної частини Тихого океану ( Американське Самоа — США , Острови Кука — Нова Зеландія , Фіджі , Французька Полінезія — Франція , Ніуе — Нова Зеландія, Самоа , Тонга , Уолліс і Футуна — Франція) OC0102 Вологі тропічні ліси Центральної Полінезії OC0103 Вологі тропічні ліси Островів Кука OC0104 Вологі тропічні ліси Східної Мікронезії OC0105 Вологі тропічні ліси Фіджі OC0112 Вологі тропічні ліси Самоа OC0114 Тропічні вологі ліси Тонги OC0117 Тропічні вологі ліси Західної Полінезії Вологі ліси Гаваї OC0106 Гавайські вологі тропічні ліси Тропічні і субтропічні сухі широколистяні ліси Докладніше : Тропічні та субтропічні сухі широколистяні ліси Афротропіка Сухі широколистяні ліси Мадагаскару AT0202 Сухі широколистяні ліси Мадагаскару Австралазія Сухі широколистяні ліси Нусу-Тенггара ( Індонезія ) AA0201 Сухі широколистяні ліси Малих Зондських островів AA0203 Сухі широколистяні ліси Сумби AA0204 Сухі широколистяні ліси Тимору Сухі широколистяні ліси Нової Каледонії AA0202 Сухі широколистяні ліси Нової Каледонії Індомалая Сухі ліси Індокитаю IM0202 Сухі ліси Центрального Індокитаю Сухі широколистяні ліси Чхота-Нагпур IM0203 Сухі широколистяні ліси Чхота-Нагпур Неотропіка Сухі ліси Мексики [en] NT0204 Сухі ліси Бахіо NT0205 Сухі ліси Бальсасу NT0227 Сухі ліси Сьєрра-де-ла-Лагуна Сухі ліси долин Тумбеса — Анд ( Колумбія , Еквадор , Перу ) NT0201 Сухі ліси Апуре-Вільявісенсіо NT0214 Сухі ліси Еквадору NT0221 Сухі ліси долини Магдалени NT0223 Сухі ліси Мараньону [en] NT0232 Сухі ліси Тумбесу та П'юри Сухі ліси Чикітано NT0212 Сухі ліси Чикітано Атлантичні сухі ліси NT0202 Атлантичні сухі ліси [en] Океанія Гавайські сухі ліси OC0202 Гавайські сухі тропічні ліси Тропічні та субтропічні хвойні ліси Неарктика Сосново-дубові ліси Східної та Західної Сьєрра-Мадре NA0302 Сосново-дубові ліси Західної Сьєрра-Мадре NA0303 Сосново-дубові ліси Східної Сьєрра-Мадре Неотропіка Соснові ліси Великих Антильських островів NT304 Соснові ліси Куби NT305 Соснові ліси Гаїті Мезоамериканські сосново-дубові ліси [en] ( Сальвадор , Гватемала , Гондурас , Мексика , Нікарагуа ) NT0308 Сосново-дубові ліси Сьєрра-Мадре-де-Оахаки NT0309 Сосново-дубові ліси Південної Сьєрра-Мадре NT0310 Сосново-дубові ліси Трансмексиканського вулканічного поясу Помірний широколистяний та мішаний ліс Австралазія Помірні ліси Східної Австралазії AA0402 Помірні ліси Східної Австралазії [en] Помірні дощові ліси Тасманії AA0413 Помірні дощові ліси Тасманії [en] Помірні ліси Нової Зеландії AA0403 Помірні ліси Фіордленду AA0404 Помірний ліс узбережжя Нельсона AA0405 Помірні ліси Північного острова AA0406 Помірні агатисові ліси Північного острова AA0407 Помірні ліси острова Стюарта AA0410 Помірні ліси Південного острова AA0414 Помірні ліси Західного узбережжя Індомалайська зона Широколистяні та хвойні ліси Східних Гімалаїв IM0401 Широколистяні ліси Східних Гімалаїв Помірні ліси Західних Гімалаїв IM0403 Широколистяні ліси Західних Гімалаїв Неарктика Мезофітові мішані ліси Аппалачів NA0402 Мезофітові мішані ліси Аппалачів Неотропіки Вальдівійські помірні дощові ліси — Хуан-Фернандес NT0401 Помірні ліси островів Хуан-Фернандес NT0404 Вальдівійські помірні дощові ліси Палеарктика Помірні ліси Південно-Західного Китаю PA0417 Вічнозелені ліси гір Даба PA0434 Листяні ліси гір Циньлін PA0437 Вічнозелені широколистяні ліси Сичуанського басейну Далекосхідні помірні ліси Росії PA0426 Мішані ліси Маньчжурії PA0443 Уссурійські широколистяні та мішані ліси Помірні хвойні ліси Неарктика Тихоокеанські помірні дощові ліси [en] NA0510 Ліси Центрального Тихоокеанського узбережжя NA0512 Ліси східних схилів та передгір'їв Каскадних гір NA0520 Ліси Північного Тихоокеанського узбережжя Ліси Кламату — Сискію NA0516 [[]] Ліси Сьєрра-Невади NA0527 Ліси Сьєрра-Невади Південно-східні хвойні та широколистяні ліси NA0529 Південно-східні хвойні ліси Палеарктика Європейсько-Середземноморські гірські мішані ліси PA0501 Альпійські хвойні та мішані ліси PA0513 Середземноморські хвойні та мішані ліси Помірні ліси Кавказу-Малої Азії-Гірканії [en] ( Вірменія , Азербайджан , Болгарія , Грузія , Іран , Росія , Туреччина , Туркменістан ) PA0407 Мішані ліси Каспійської Гірканії PA0408 Кавказькі мішані ліси PA0507 Лісостеп Ельбурсу PA0515 Хвойні та листяні ліси Північної Анатолії Гірські ліси Алтаю та Саян PA0502 Гірський ліс та лісостеп Алтаю PA0519 Гірські хвойні ліси Саян Хвойні ліси Сіно-Тибетських гір PA0509 Субальпійські хвойні ліси Гендуаншаню Бореальні ліси/Тайга Неарктика Ліси Маскуа і Великого Невільничого озера NA0610 Ліси Маскуа та Великого Невільничого озера Тайга сходу Канадського щита NA0606 Тайга сходу Канадського щита Палеарктика Гірська тайга Уралу PA0610 Уральські гірська тундра та тайга Східносибірська тайга PA0601 Східносибірська тайга Луки і тайга Камчатки PA0603 Луки та рідколісся Камчатки та Курильських островів PA0604 Тайга Камчатки та Курильських островів | Тропічні та субтропічні луки, савани і чагарники Афротропіка Акацієві савани Сомалі AT0715 Сомалійські акацієві і комміфорні чагарники Східно-африканські акацієві савани AT0711 Північні акацієві і комміфорні чагарники Центральні та Східні цезальпінієві ліси ( міомбо ) AT0704 Міомбові рідколісся Центральної Замбезії AT0706 Східні міомбові рідколісся Суданські савани AT0705 Східні Суданські савани AT0722 Західні Суданські савани Австралазія Савани Північної Австралії і Транс-Флаю AA0701 Тропічна савана Арнем-Ленду AA0702 Тропічна савана Брігалу AA0703 Тропічна савана півострова Кейп-Йорк AA0704 Тропічна савана Карпентарії AA0705 Савана нагір'я Ейнаслі AA0706 Тропічна савана Кімберлі AA0708 Савани та луки Транс-Флаю Індомалайська зона Савани та луки Тераї-Дуару IM0701 Савани та луки Тераї-Дуару Неотропіка Савани Льяносу NT0709 Савани Льяносу Ліси і савани Серрадо NT0704 Серрадо Помірні луки, савани і чагарники Австралазія Субальпійські луки Центральної височини Нової Гвінеї AA0802 Субальпійські луки Центральної хребта Нової Гвінеї Неарктика Північні прерії NA0810 Північні мішані прерії NA0811 Північні низькотравні прерії NA0812 Північні високотравні прерії Неотропіка Степи Патагонії NT0805 Степи Патагонії Палеарктика Даурський лісостеп PA0804 Даурський лісостеп Затоплювані луки і савани Афротропіка Судд — Сахельські затоплювані луки і савани ( Камерун , Чад , Ефіопія , Малі , Нігер , Нігерія , Судан , Уганда ) AT0903 Затоплювані савани внутрішньої дельти Нігеру AT0904 Затоплювані савани озера Чад AT0905 Затоплювані савани Сахари Затоплювані савани Замбезі AT0906 Затоплювані луки Замбезії Індомалайська зона Затоплювані луки Качський Ранн IM0901 Сезонні солоні марші Неотропіка Еверглейдс NT0904 Еверглейдс Пантанал NT0907 Пантанал Гірські луки та чагарники Афротропіка Ефіопське нагір'я AT1007 Гірські луки і ліси Ефіопського нагір'я AT1008 Гірські вересовища Ефіопського нагір'я Гірські ліси Південного рифту AT1015 Гірський лісостеп Південного рифту Східно-Африканські вересовища AT1005 Гірські вересовища Східної Африки Ліси і чагарники Драконових гір AT1003 Високогірні луки та ліси Драконових гір AT1004 Гірські ліси та луки Драконових гір Індомалайська зона Альпійські луки Кінабалу IM1001 Альпійські луки Кінабалу Неотропіка Парамо Північних Анд NT1006 Парамо Північних Анд [en] Пуна Центральних Анд NT1001 Центральноандійська суха пуна Палеарктика Степи Тибетського нагір'я PA1020 Альпійські чагарники та луки Тибетського нагір'я Центральноазійські гірські степи та ліси ( Афганістан , Китай , Казахстан , Киргизстан , Таджикистан , Туркменістан , Узбекистан ) PA1011 Високогірні пустелі Північного Тибетського нагір'я та Куньлуня PA1015 Субальпійські луки Куньлуня PA1013 Степи Ордосу Альпійські луки Східних Гімалаїв PA1003 Альпійські луки та чагарники Східних Гімалаїв Тундра Неарктика Прибережна тундра Північного схилу Аляски ( Канада , США ) NA1103 Арктична тундра NA1104 Арктична передгірна тундра NA1108 Тундра хребта Брукс та гір Бритиш-Маунтінс Тундра на південь від полярного кола у Канаді NA1114 Тундра на південь від полярного кола у Канаді NA1116 Альпійська тундра Огілві і Маккензі NA1118 Торнгатська тундра Палеарктика Альпійська тундра і тайга Фенноскандії ( Фінляндія , Норвегія , Росія , Швеція ) PA0608 Скандинавська та Російська тайга PA1106 Тундра Кольського півострова PA1110 Гірський скандинавський березовий ліс і луки Таймирська і сибірська прибережна тундра PA1107 Північносхідна сибірська прибережна тундра PA1111 Таймирська та Центральносибірська тундра Чукотська прибережна тундра PA1104 Тундра Чукотського півострова Середземноморські ліси, рідколісся і чагарники Афроропіка Фінбош AT1202 Низовинний фінбош і реностервельд AT1203 Гірський фінбош і реностервельд Австралазія Ліси і чагарники Південно-Західної Австралії AA1201 Ліси кулгарді [en] AA1202 Есперанс-Маллі [en] AA1209 Савани Південно-Західної Австралії [en] AA1210 Рідколісся Південно-Західної Австралії [en] Маллі і рідколісся Південної Австралії AA1203 Маллі Ейру та Йорку [en] AA1206 Рідколісся гір Лофті AA1208 Рідколісся Наракурта Неарктика Каліфорнійський чапараль та рідколісся NA1201 Чапараль прибережних районів Каліфорнії NA1202 Каліфорнійський внутрішній чапараль та рідколісся NA1203 Чапараль та рідколісся гір Каліфорнії Неотропіки Чилійський маторраль NT1201 Чилійський маторраль Палеарктика Середземноморські ліси, рідколісся і чагарники PA1214 Середземноморські ліси, рідколісся і чагарники Пустелі і склерофітні чагарники Афротропіка Пустелі Наміб — Карру — Каоковельд ( Ангола , Намібія , Південно-Африканська Республіка ) AT1310 Пустеля Каоковельд AT1314 Нама-Карру AT1315 Пустеля Наміб AT1322 Сукулент-Карру Мадагаскарські колючі зарості AT1311 Мадагаскарські колючі зарості Пустеля островів Сокотра ( Ємен ) AT1318 склерофітні чагарники островів Сокотра Рідколісся і чагарники Аравійської височини ( Оман , Саудівська Аравія , Об'єднані Арабські Емірати , Ємен ) AT1320 Передгірні савани південного заходу Аравійського півострова AT1321 Гірські рідколісся південного заходу Аравійського півострова Австралазія Склерофітні чагарники Карнарвону AA1301 Склерофітні чагарники Карнарвону [en] Велика Піщана пустеля — Танамі AA1304 Велика Піщана пустеля — Танамі [en] Неарктика Пустелі Сонори — Нижньої Каліфорнії NA1301 Нижньокаліфорнійська пустеля NA1310 Пустеля Сонора Пустелі Чіуауа — Теуакан NA1303 Пустеля Чіуауа Неотропіка Чагарники Галапагоських островів NT1307 Склерофітні чагарники Галапагоських островів Пустелі Атакама — Сечура NT1303 Пустеля Атакама NT1315 Пустелі Сечура Палеарктика Пустелі Центральної Азії ( Казахстан , Киргизстан , Узбекистан , Туркменістан ) PA1310 Північно-Центральноазійська пустеля PA1312 Пустеля Півдня Центральної Азії Мангровий ліс Афротропіка Мангри Східної Африки AT1402 Мангри Східної Африки Гвінейські мангри AT1403 Гвінейські мангри Мадагаскарські мангри AT1404 Мадагаскарські мангри Австралазія Мангри Нової Гвінеї AA1401 Мангри Нової Гвінеї Індомалайська зона Мангри Зондського шельфу IM1405 Мангри Зондського шельфу Мангри Сундарбану IM1406 Мангри Сундарбану Неартика Мангри Північно-західного Мексиканського узбережжя NA1401 Мангри північно-західного Мексиканського узбережжя Неотропіка Мангри Гаяни — Амазонки NT1401 Мангри Альварадо NT1402 Мангри Амапа NT1405 Мангри Тихоокеанського узбережжя Південної Америки [en] NT1406 Мангри Белізового рифу NT1409 Мангри Есмеральдасу та тихоокеанського узбережжя Колумбії NT1411 Мангри Гаяни NT1413 Мангри Гуаякільської затоки та Тумбесу NT1414 Мангри Панамської затоки NT1418 Мангри Манабі NT1427 Мангри Пари [en] |

## Global 200: Прісноводні екорегіони

### Великі річки

#### Афротропіка
- Річка Конго і затоплені ліси (Ангола, Демократична Республіка Конго, Республіка Конго)

#### Індомалайська зона
- Меконг (Камбоджа, Китай, Лаос, М'янмар, Таїланд, В'єтнам)

#### Неарктика
- Колорадо (Мексика, США)
- Міссісіпі (США)

#### Неотропіка
- Амазонка і затоплені ліси (Бразилія, Колумбія, Перу)
- Оріноко і затоплені ліси (Бразилія, Колумбія, Венесуела)

#### Палеарктика
- Янцзи і озера (Китай)

### Великі верхів'я річок

#### Афротропіка
- Витоки річки Конго (Ангола, Камерун, Центральноафриканська Республіка, Демократична Республіка Конго, Габон, Республіка Конго, Судан)

#### Неарктика
- Витоки Міссісіпі (США)

#### Неотропіка
- Верхів'я і притоки Амазонки (Болівія, Бразилія, Колумбія, Еквадор, Французька Гвіана, Гаяна, Перу, Суринам, Венесуела)
- Верхів'я Парани (Аргантина, Бразилія, Парагвай)
- Басейн Амазонки (Болівія, Бразилія, Парагвай)

### Великі дельти річок

#### Афротропіка
- Дельта Нігеру (Нігерія)

#### Індомалайська зона
- Дельта Інду (Індія, Пакистан)

#### Палеарктика
- Дельта Волги (Казахстан, Росія)
- Дельта Тигру і Євфрату (Іран, Ірак, Кувейт)
- Дельта Дунаю (Болгарія, Молдова, Румунія, Україна, Югославія)
- Дельта Лєни (Росія)

### Малі річки

#### Афротропіка
- Річки Гвінейської рівнини (Кот-д'Івуар, Гвінея, Ліберія, Сьєрра-Леоне)
- Річки Мадагаскару (Мадагаскар)
- Річки Гвінейської затоки (Ангола, Камерун, Демократична Республіка Конго, Екваторіальна Гвінея, Габон, Нігерія, Республіка Конго)
- Річки Мису Доброї Надії (Південна Африка)

#### Австралазія
- Річки Гвінейської затоки (Індонезія, Папуа Нова Гвінея)
- Річки Нової Каледонії (Нова Каледонія)
- Річки Кімберлі (Австралія)
- Річки Південно-західної Австралії (Австралія)
- Річки Східної Австралії (Австралія)

#### Індомалайська зона
- Річки Сицзян (Китай, В'єтнам)
- Річки Західних Гхат (Індія)
- Річки Південно-західної Шрі-Ланкі (Шрі-Ланка)
- Річки Салуїну (Китай, М'янма, Таїланд)
- Річки і болота Сундаланду (Бруней, Малайзія, Індонезія, Сінгапур)

#### Неарктика
- Південно-східні річки (США)
- Річки Північного заходу Тихоокеанського узбережжя (США)
- Річки Аляскинської затоки (Канада, США)

#### Неотропіка
- Прісні води Гвінеї (Бразилія, Французька Гвінея, Гаяна, Суринам, Венесуела)
- Прісні води Великих Антильських островів (Куба, Домініканська Республіка, Республіка Гаїті, Пуерто-Рико)

#### Палеарктика
- Річки Балканського півострова (Албанія, Боснія і Герцеговина, Болгарія, Хорватія, Греція, Північна Македонія, Туреччина, Югославія)
- Річки Далекосхідного краю (Китай, Монголія, Росія)

### Великі озера

#### Афротропіка
- Озера Східно-африканської ущелини (Бурунді, Демократична Республіка Конго, Ефіопія, Кенія, Малаві, Мозамбік, Руанда, Танзанія, Уганда, Замбія)

#### Неотропіка
- Озера Анд (Аргентина, Болівія, Чилі, Перу)

#### Палеарктика
- Байкал (Росія)
- Біва (Японія)

### Малі озера

#### Афротропіка
- Камерунські кратерні озера (Камерун)

#### Австралазія
- Озера Кутубу і Сентані (Індонезія, Папуа Нова Гвінея)
- Озера центрального Сулавесі (Індонезія)

#### Індомалайська зона
- Озера Філіппін (Філіппіни)
- Інле (М'янмар)
- Озера Юньнань (Китай)

#### Неотропіка
- Мексиканські високогірні озера (Мексика)

### Пересихаючі басейни

#### Австралазія
- Пересихаючі басейни центральної Австралії (Австралія)

#### Неарктика
- Пересихаючі басейни Чіуауа (Мексика, США)

#### Палеарктика
- Пересихаючі басейни Малої Азії (Сирія, Туреччина)

## Global 200: Морські екорегіони

### Полярні

#### Південний океан
- Південноокеанський півострів і море Ведделла

#### Північний Льодовитий океан
- Берингове море (Канада, Росія, США)
- Баренцеве море, Карське море (Норвегія, Росія)

### Помірні шельфи і моря

#### Середземноморські
- Середземне море (Албанія, Алжир, Боснія і Герцеговина, Хорватія, Кіпр, Єгипет, Франція, Греція, Ізраїль, Італія, Ліван, Лівия, Мальта, Монако, Марокко, Сербія і Чорногорія, Словенія, Іспанія, Сирія, Туніс, Туреччина)

#### Атлантичний океан
- Північно-східний шельф Атлантичного океану (Бельгія, Данія, Естонія, Фінляндія, Франція, Німеччина, Ірландія, Латвія, Литва, Нідерланди, Норвегія, Польща, Росія, Швеція, Велика Британія)
- Велика Ньюфаундлендська банка (Канада, Сен-П'єр і Мікелон (Франція), США)
- Чесапікська затока (США)

#### Північні помірні Індо-Тихоокеанські
- Жовте море (Китай, Північна Корея, Південна Корея)
- Охотське море (Японія, Росія)

#### Південний океан
- Патагонський південний захід Атлантичного океану (Аргентина, Бразилія, Чилі, Уругвай)
- Південно-австралійське море (Австралія)
- Новозеландське море (Нова Зеландія)

### Помірні апвелінгові

#### Північні помірні Індо-Тихоокеанські
- Каліфорнійська течія (Канада, Мексика, США)

#### Південні помірні Атлантичні
- Бенгельська течія (Намібія, Південна Африка)

#### Південні помірні Індо-Тихоокеанські
- Перуанська течія (Чилі, Еквадор, Перу)
- Течія мису Голкового (Мозамбік, Південна Африка)

### Тропічні апвелінгові

#### Центральні Індо-Тихоокеанські
- Західне Австралійське море (Австралія)

#### Східні Індо-Тихоокеанські
- Панамська бухта (Колумбія, Еквадор, Панама)
- Каліфорнійська затока (Мексика)
- Галапагоське море (Еквадор)

#### Східні Тропічні Атлантичні
- Канарська течія (Канарські острови, Гамбія, Гвінея-Бісау, Мавританія, Марокко, Сенегал, Західна Сахара)

### Коралові рифи

#### Центральні Індо-Тихоокеанські
- Нансей Шото (Нансей) (Японія)
- Сулу — Сулавесі (Індонезія, Малайзія, Філіппіни)
- Архіпелаг Бісмарка — Соломонові Острови (Індонезія, Папуа Нова Гвінея, Соломонові острови)
- Море Банда — Флорес (острів) (Індонезія)
- Бар'єрний риф Нової Каледонії (Нова Каледонія)
- Великий Бар'єрний риф (Австралія)
- Лорд-Хау, Норфолк (Австралія)
- Палау (Палау)
- Андаманське море (Андаманські і Нікобарські острови (Індія), Індонезія, Малайзія, М'янмар, Таїланд)

#### Східні Індо-Тихоокеанські
- Таїті (Острови Кука, Французька Полінезія)
- Гаваї (Гаваї)
- Рапа Нуї (Острів Пасхи)
- Бар'єрний риф Фіджі (Фіджі)

#### Західні Індо-Тихоокеанські
- Атоли Мальдів, Чагосу і Лакшадвіпу (архіпелаг Чагос (Велика Британія), Індія, Мальдіви, Шрі-Ланка)
- Червоне море (Джибуті, Єгипет, Еритрея, Ізраїль, Йорданія, Саудівська Аравія, Судан, Ємен)
- Аравійське море (Джибуті, Іран, Оман, Пакистан, Катар, Саудівська Аравія, Сомалі, Об'єднані Арабські Емірати, Ємен)
- Східне Африканське море (Кенія, Мозамбік, Сомалі, Танзанія)
- Море Західного Мадагаскару (Комори, Мадагаскар, Майотта і Глорьоз (Франція), Сейшели)

#### Західні Тропічні Атлантичні
- Мезоамериканський Бар'єрний Риф (Беліз, Гватемала, Гондурас, Мексика)
- Великі Антильські острови (Багамські Острови, Кайманові острови, Куба, Домініканська республіка, Гаїті, Ямайка, Пуерто-Рико, Тьоркс і Кайкос, США)
- Південне Карибське море (Аруба, Колумбія, Нідерландські Антильські острови, Панама, Тринідад і Тобаго, Венесуела)
- Північно-східний Бразильський шельф (Бразилія)

## Пріоритетні місцини (19)
- Амазонка
- Амур-Хейлунцзян
- Арктика
- Борнео і Суматра
- Пустеля Чіуауа
- Узбережжя Східної Африки
- Басейн річки Конго
- Кораловий трикутник
- Східні Гімалаї
- Галапагоські острови
- Каліфорнійська затока
- Мадагаскар
- Меконг
- Мезоамериканський риф
- Намібія
- Північні Великі Рівнини
- Річки і струмки Південнго-заходу
- Південне Чилі
- Янцзи

## Ресурси Інтернету
- Список екорегіонів на сайті Всесвітнього фонду дикої природи [Архівовано 29 жовтня 2010 у Wayback Machine.]
- Карти екорегіонів на сайті Всесвітнього фонду дикої природи
- Карта екорегіонів Global 200 [Архівовано 14 червня 2006 у Wayback Machine.]